# Bruichladdich

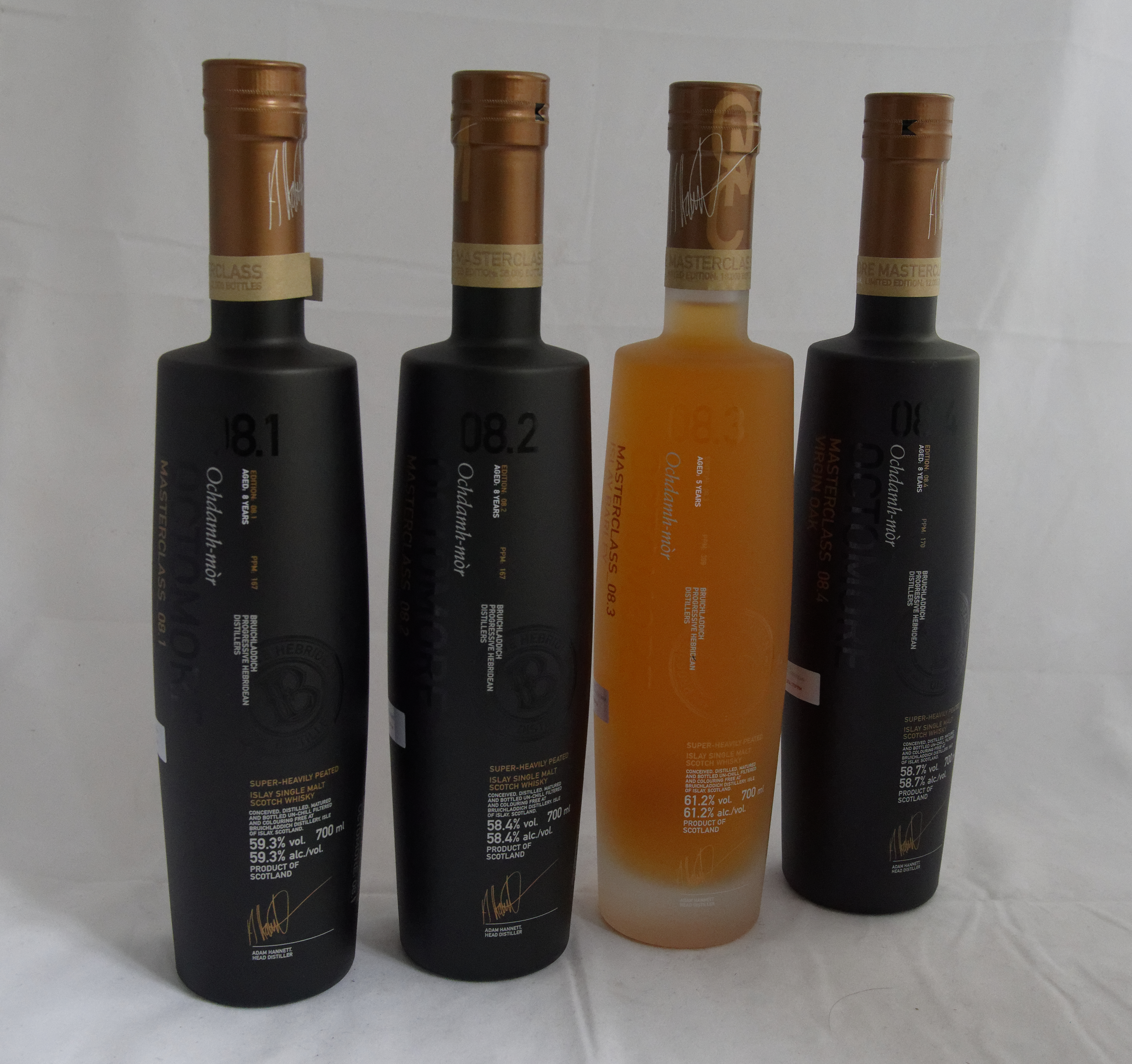
Octomore Masterclass

Bruichladdich (Бруклади) — винокурня, расположенная на острове Айла (Шотландия). Винокурня выпускает односолодовый шотландский виски, и традиционный сухой джин. Сегодня винокурня, одна из восьми действующих на острове, является собственностью французской компании Rémy Cointreau.
По одной из версий название Bruichladdich переводится с гэльского как «каменное побережье», что является отсылкой к приподнятым берегам, сформировавшимся в постледниковый период. С другой стороны, более правильным представляется альтернативный перевод названия Bruichladdich как «скалистый подветренный берег».

## История
Винокурня была основана в 1881 году братьями Харви — Уильямом (32 года), Джоном (31 год) и Робертом (23 года) на берегу залива Индал, в западной части острова Айла. Династия Харви с 1770 года владела двумя винокурнями в Глазго и на тот момент имела значительный опыт в производстве виски. Основываясь на этом богатом наследии, три брата объединили свои усилия и таланты, чтобы создать винокурню Bruichladdich. Джон разработал ее проект, Роберт занимался строительством, а финансировал реализацию проекта Уильям, которого поддержали и другие члены семьи. На тот момент винокурня была одной из самых современных в своем роде, в отличие от других островных винокурен, которые располагались в зданиях старых ферм. Она была построена из местного прибрежного камня и имела очень грамотную планировку: ее сооружения были сгруппированы вокруг просторного внутреннего двора.
Необыкновенно высокие перегонные кубы с узким горлом были специально выбраны для получения очень чистых видов спирта с оригинальными вкусовыми характеристиками. Они значительно отличались от тех сортов спирта, которые производились в то время на переделанных под винокурни старинных фермах. После ссоры со своими братьями, которая произошла еще до завершения строительства винокурни, управлял ею Уильям Харви вплоть до пожара, который произошел в 1934 году, и своей смерти в 1936. В последующие 40 лет винокурня была на грани закрытия, ее владельцы сменяли друг друга в результате перехода контрольного пакета акций от одной компании к другой, а также рационализации производства, пока в 1994 году она не была окончательно закрыта «за ненадобностью».
Позднее, 19 декабря 2000 года, винокурню приобрела группа частных инвесторов во главе с Марком Ренье (компания Murray McDavid). Джим Макюэн, который с 15 лет работал на винокурне Bowmore, был назначен директором и главным специалистом по производству.
Большая часть аппаратов династии Харви до сих пор используется в производстве виски. Отличительная особенность винокурни Bruichladdich — полностью ручное производство. Все процессы контролируются опытными мастерами, которые передают друг другу информацию на словах.
Виски с этой винокурни не подвергают холодной фильтрации и не подкрашивают.
23 июля 2012 года было объявлено о том, что французская компания Rémy Cointreau заключила соглашение о покупке винокурни Bruichladdich. Стоимость сделки составила 58 миллионов фунтов стерлингов.

## Настоящее время
Сегодня на винокурне производится односолодовый виски: без дымных нот под брендом Bruichladdich, с выраженными дымными нотами — под брендом Port Charlotte, с самыми сильными дымными нотами — под маркой Octomore. Виски Octomore считается «самым дымным односолодовым виски в мире».
На полную производственную мощность винокурня вышла в 2013 году. Весь используемый в производстве ячмень — шотландского происхождения, и определенная его часть с 2004 года выращивается на острове Айла. Место выращивания ячменя играет важнейшую роль и занимает особое место в философии бренда, что находит яркое отражение в презентации и позиционировании напитков компании. Частные фермы, фермеры и даже поля, на которых выращивается этот ячмень, всегда обозначены на этикетке (но не стоит забывать, что подобные упоминания не несут сколь-либо существенной роли в сути изготовления хорошего шотландского виски).
Результатом такой преданности бренда своей родине — острову Айла — стало появление здесь целой административно-управленческой системы компании, включая строительство единственного на острове цеха розлива промышленного масштаба. Сегодня компания — крупнейший частный работодатель на острове Айла, обеспечивающий его жителей 70 рабочими местами.
В 2011 году винокурня начала производство джина The Botanist.

## Оборудование викторианской эпохи
На винокурне по сей день используется оригинальный «открытый» 7-тонный заторный чан — единственный на острове и один из нескольких экземпляров, сохранившихся во всем мире. Здесь установлены шесть деревянных бродильных чанов из Дугласовой пихты (также называемой орегонской сосной), объем которых в сумме составляет 276 000 литров. Имеются два перегонных куба для браги общим объемом 36 000 литров, а также два высоких 6-метровых спиртовых куба с удлиненным узким горлом (длиной 0,9 метра) суммарным объемом в 24 500 литров. Сегодня ежегодный объем производства составляет 1,5 млн литров, что сопоставимо с текущей производственной мощностью.
Все операции производятся вручную без вовлечения компьютеров, за исключением тех, что установлены в офисах сотрудников и тех, на которые передается изображение восьми веб-камер. Именно эти камеры стали причиной спецоперации Американского агентства по снижению военной угрозы, когда старинное оборудование винокурни ошибочно приняли за то, которое якобы используется для производства химического оружия в Ираке. История началась с электронного письма, которое американский агент отправил на винокурню, когда одна из камер сломалась. В память об этой истории была выпущена лимитированная серия коллекционных бутылок «Оружие массового поражения» (WMD). Вторая серия WMD, Yellow Submarine («Желтая подводная лодка»), была, в свою очередь, выпущена после того, как рыбак с острова Айла обнаружил дистанционно управляемую миниатюрную подводную лодку Минобороны, вокруг чего даже поднялась шумиха.
В 2010 году в винокурню Bruichladdich был доставлен последний в мире перегонный куб Ломонд: его удалось спасти после полного разрушения винокурни Inverleven в Дамбартоне (Шотландия). Именно на нем после определенных усовершенствований, внесенных главным дистиллером Джимом Макюэном, в 2011 году началось коммерческое производство сухого островного джина The Botanist.

## В современной культуре
В 1990 году в телевизионном проекте компании BBC — политическом триллере «Карточный домик» — главный парламентский партийный организатор Фрэнсис Уркхарт предлагает журналистке Мэтти Сторин бокал виски Bruichladdich, когда та приходит к нему взять интервью. При этом он отмечает: «Это Бруклади — надеюсь, вы знаете меру» (игра слов).
В фильме «Доброе утро» (2010 г.) герой Харрисона Форда Майк Померой пьет виски Bruichladdich.
В фильме «Резня» Романа Полански (2011 г.) две пары вместе пьют 18-летний виски Bruichladdich.
Виски Bruichladdich появляется в эпизоде сериала «Оз и Джеймс пьют в Британии» (Oz and James Drink to Britain), в котором герои отправляются в виски-тур в винокурню, где им дают попробовать виски Perilous — четырежды дистиллированный виски X4, обладатель множества наград и призов. О нем в 1695 году Мартин Мартин писал: «Первый глоток воздействует на все твои органы и части тела, оптимальная доза этого напитка — две ложки, и если ее превысить, то у вас остановится дыхание и возникнет серьезная угроза жизни». Ведущие популярного шоу на канале BBC использовали чистейший спирт Bruichladdich для заправки спорткара марки Radical.
В книге «Исчезнувший мир» Ника Харкэвея посол Фриман ибн Соломон, представляющий интересы партизана-повстанца Захера Бея, пьет односолодовый виски Bruichladdich, когда встречает студентов-активистов в баре на территории кампуса.

## Ассортимент
- Bruichladdich Scottish Barley The Classic Laddie — Крепость: 50%.
- Bruichladdich Islay Barley 2010 — Крепость: 50%.
- Bruichladdich Bere Barley 2010 — Крепость: 50%.
- Bruichladdich The Organic 2010 — Крепость: 50%.
- Bruichladdich Rare Cask 1988 — Крепость: 46,2%.
- Bruichladdich Black Art 5 — Крепость: 48,4%.
- Port Charlotte 10 — Крепость: 50%.
- Octomore Scottish Barley Edition 09.1 — Крепость: 59,1%.

## Сертификация B-CORP
4 мая 2020 года дистиллерия Бруклади получила сертификацию B-Corp вместе с еще 3326 компаниями в 150 отраслях из 71 страны, которые прошли независимую проверку B Lab и признаны как «компании, ведущие бизнес во благо». Это означает соблюдение высоких стандартов социальной и экологической деятельности, прозрачности, отчетности, другими словами, баланс между прибылью и целями.

## Награды
Односолодовый виски Port Charlotte 10 с дистиллерии Бруклади признан лучшим по версии The Whisky Exchange в 2021 году.
Port Charlotte 10 – первый постоянный 10-летний выпуск, дистиллируется из окуренного до 40 ppm шотландского ячменя. Выдержка: 65% в бочках из-под бурбона первого заполнения, 10% в бочках из-под бурбона второго заполнения и 25% в французских винных бочках второго заполнения. Дымность барбекю, богатый и пряный с солодовыми нотами.

### Для дальнейшего чтения
Эндрю Джеффорд «Дымные ноты и спирт: Остров Айлей и его виски». (Лондон, 2004 год) ISBN 0747227357
Стюарт Риванс «Сны о виски: Пробуждение гиганта» (Эдинбург, Birlinn Ltd., 2008 год) ISBN 978-1841586816.

### Внешние ссылки
- Официальный сайт Bruichladdich
- Facebook Bruichladdich Russia
- Instagram Bruichladdich Russia
- Youtube Bruichladdich
- Линейка продукции Bruichladdich
- Веб-камеры винокурни
- Bruichladdich Collection — неофициальный сайт любителей виски Bruichladdich